# Forêt nationale de Ritápolis
La forêt nationale de Ritápolis (portugais : Floresta Nacional de Ritápolis) est une forêt nationale brésilienne. Elle se situe dans la région Sudeste, dans l'État du Minas Gerais.
Le parc fut créé en 1999 et couvre une superficie de 89,19 hectares.
Il s'étend sur le territoire de la municipalité de Ritápolis.